# Das Adventsfest der 100.000 Lichter

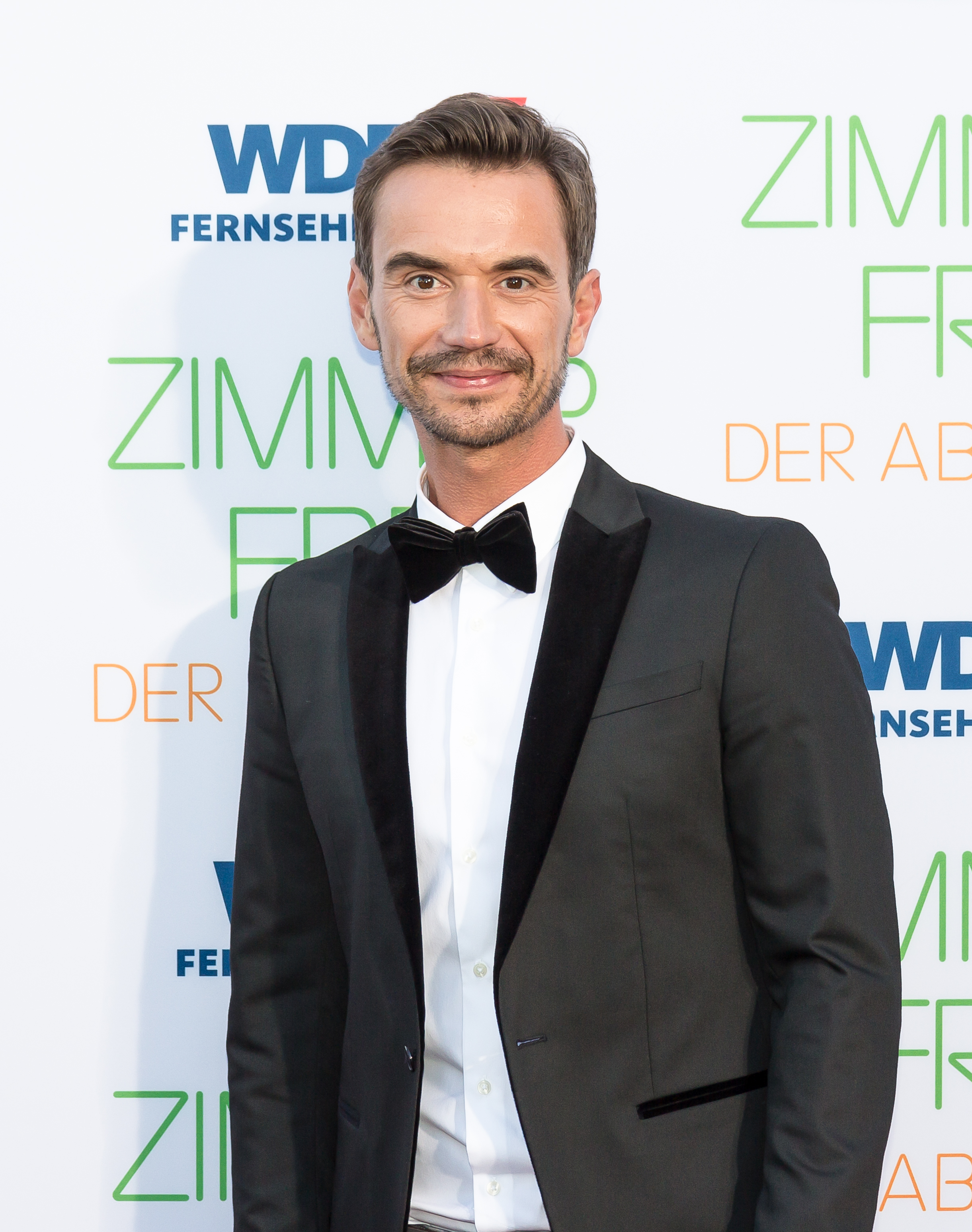
Moderator Florian Silbereisen

Das Adventsfest der 100.000 Lichter (bis 2010 Das Adventsfest der Volksmusik) ist eine Fernsehsendung der ARD und des Mitteldeutschen Rundfunks (MDR), die seit 2004 von Florian Silbereisen moderiert und live aus dem Congress Centrum Suhl (mit Ausnahme 2005 in Cottbus) präsentiert wird. Sie wird jährlich einen Tag vor dem ersten Advent in der ARD und auf ORF2 gesendet – mit Ausnahme 2022 am Freitag vor dem zweiten Advent. Seit 2009 wird jährlich das Friedenslicht weitergegeben, bis in der Sendung 100.000 Lichter brennen. Seit dem 26. November 2011 trägt die Sendung passend zu der Tradition den Titel Das Adventsfest der 100.000 Lichter.

## Hintergrund
Von 1995 bis 2003 gab es um Weihnachten nur das Weihnachtsfest, ab 2004 kam dann erstmals das Das Adventsfest der Volksmusik hinzu. Zum Auftakt des neuen Sendeformats erschien die CD Florian Silbereisen präsentiert: Das Adventsfest Der Volksmusik Folge 3.
Beim Adventsfest präsentieren zur Eröffnung der Weihnachtsmärkte Stars der Pop- und Schlagermusik nationale und internationale Weihnachtslieder in weihnachtlich wechselnder Kulisse. Die Lieder Mitten in der Nacht, Winterkinder, Es schneit und In der Weihnachtsbäckerei von Rolf Zuckowski, Mary’s Boy Child, Feliz Navidad, Ella Endlichs Küss mich, halt mich, lieb mich und 100.000 Friedenslichter gehören zum festen Bestandteil der Sendung. Zudem wird ein Lied in der Sendung den Verstorbenen des jeweiligen Jahres gewidmet. Dabei wird eine Auswahl der verstorbenen Prominenten mit einem Foto und den entsprechenden Lebensjahren gezeigt. Auch das Nürnberger Christkind tritt regelmäßig in der Sendung auf.
Seit November 2009 wird in den Sendeausgaben jährlich eine Adventsgeschichte von einem Schauspieler oder Moderator vorgelesen. Bisherige Vortragende waren Barbara Wussow (2009), Tom Mandl (2010), Siegfried Rauch (2011), Senta Berger (2012), Marianne Sägebrecht (2013, 2019), Christiane Hörbiger (2014), Ruth Maria Kubitschek (2015), Mario Adorf (2016), Hannelore Elsner (2017), Michelle Hunziker (2018), Uschi Glas (2020), Bülent Ceylan (2021), Dieter Hallervorden (2022), Guido Maria Kretschmer (2023) und Thomas Gottschalk (2024).

## Besondere Vorkommnisse
In dem Jahr 2006 entfiel einmalig das alljährliche Adventsfest, stattdessen wurde am 2. Dezember 2006 die in Zwickau stattgefundene „Feste“-Sendung Am laufenden Band ausgestrahlt. In der Sendung vom 29. November 2008 wurde der 70. Geburtstag des Volksmusikers Eberhard Hertel gefeiert, seine zu dem Zeitpunkt noch lebende Frau Elisabeth und seine Tochter Stefanie Hertel sowie sein Schwiegersohn Stefan Mross waren seine Hauptgäste. Vader Abraham war als Überraschungsgast für Hertel eingeladen und sang für ihn eine abgeänderte Version seines Schlumpf-Liedes. In der Sendung vom 28. November 2009 erhielt Daliah Lavi eine Goldene Schallplatte für über 100.000 verkaufte Exemplare in Deutschland. In der Sendung vom 30. November 2019 machte der Trompeter Stefan Mross der Sängerin Anna-Carina Woitschack live einen Heiratsantrag. In der Ausgabe vom 28. November 2020 hatte die deutsche Schlager-Boygroup Feuerherz ihren letzten Auftritt. In der 16. Ausgabe vom 27. November 2021 kündigte Ireen Sheer mit dem Lied Abschied ist wie ein neues Leben für das Jahr 2023 ihren Abschied an, teilte jedoch mit, noch einige Konzerte geben zu wollen. In der darauffolgenden 17. Ausgabe, die aufgrund der Fußball-Weltmeisterschaft 2022 auf den 2. Dezember 2022, den Freitag vor dem zweiten Advent, verschoben wurde, gab Ireen Sheer ihren letzten Fernsehauftritt als Sängerin.

## Friedenslicht-Lied
Seit dem 28. November 2009 wird neben der Weitergabe des Friedenslichts aus Bethlehem jährlich das „Friedenslicht-Lied“ 100.000 Friedenslichter durch jährlich verschiedene Künstler interpretiert. Das Lied basiert auf der Melodie des englischen Weihnachtstitels Hark! The Herald Angels Sing zu einem deutschsprachigen Text von Kristina Bach. Andrea Berg und Mireille Mathieu sangen das Lied in zwei Sendungen.
| Künstler                                         | Jahr |
| ------------------------------------------------ | ---- |
| Florian Silbereisen                              | 2009 |
| Ute Freudenberg                                  | 2010 |
| Marjan Shaki / Lukas Perman (als Marjan & Lukas) | 2011 |
| Kristina Bach                                    | 2012 |
| Andrea Berg                                      | 2013 |
| Mireille Mathieu                                 | 2014 |
| Frank Schöbel                                    | 2015 |
| Chris de Burgh                                   | 2016 |
| Mireille Mathieu                                 | 2017 |
| Rolando Villazón                                 | 2018 |
| Vicky Leandros                                   | 2019 |
| Beatrice Egli                                    | 2020 |
| Andrea Berg                                      | 2021 |
| Maite Kelly                                      | 2022 |
| DJ Ötzi                                          | 2023 |
| Semino Rossi & Florian Silbereisen               | 2024 |

Hunderttausend Friedenslichter, Kinderaugen unsrer Zeit,

Sind voll Hoffnung und Vertrauen, machen unsre Herzen weit.

Kinderseelen sind zerbrechlich, brauchen Schutz, Geborgenheit.

Schenke Liebe, schenke Zeit, das nicht nur zur Weihnachtszeit.

Liebe, die für immer bleibt, und nicht nur zur Weihnachtszeit.

Hunderttausend Friedenslichter, Wärme, die den Frost besiegt.

Hunderttausend Kinderherzen wünschen nur, dass man sie liebt.

Wem erzähl’n sie ihre Sorgen? Wer wischt ihre Tränen fort?

Wer hört ihren stummen Schrei? Lasst die Kinder nicht allein!

Schenke Glück, Zufriedenheit, das nicht nur zur Weihnachtszeit!

Hunderttausend Friedenslichter leuchten durch die Dunkelheit.

Kinder sind die Welt von Morgen, brauchen Mut zur Menschlichkeit.

Sieh die Welt mit Kinderaugen, du entdeckst, was in dir träumt!

Einmal nur ein Kind noch sein, und nicht nur zur Weihnachtszeit.

Kinder dürfen Kinder sein, und nicht nur zur Weihnachtszeit!
– Originaltext von Kristina Bach

## Sendungen
| Folge | Datum             | Name des Festes                     | Austragungsort | Gäste |
| ----- | ----------------- | ----------------------------------- | -------------- | --- |
| 01.   | 27. November 2004 | Das Adventsfest der Volksmusik      | Suhl           | Mireille Mathieu, Vicky Leandros, Jantje Smit, De Randfichten, Helmut Kohl, Gloria von Thurn und Taxis, Nana Mouskouri, Semino Rossi, David Hasselhoff, Die Volksmusikspatzen |
| 02.   | 26. November 2005 | Das Adventsfest der Volksmusik      | Cottbus        | Wildecker Herzbuben, Toni Kraus und De Randfichten, Dagmar Koller, Ladiner und Nicole, St. Petersburger Knabenchor, Deborah Sasson, Die Paldauer, Heintje, Joy Gruttmann und Schnappi, Eberhard Hertel mit Stefanie Hertel und Stefan Mross, Semino Rossi, Kastelruther Spatzen, Schürzenjäger, Geschwister Hofmann, Angela Wiedl, Angelika Milster, Eva Sattler als Nürnberger Christkind, Gloria von Thurn und Taxis, Die Volksmusikspatzen                                             |
| 03.   | 1. Dezember 2007  | Das Adventsfest der Volksmusik      | Suhl           | Reiner Kirsten, Hansi Hinterseer, Edith Prock, Captain Cook, Judith und Mel, G. G. Anderson, Optix, Angela Wiedl, Johannes Kalpers, Nürnberger Christkind, Rolf Zuckowski, Declan Galbraith, Petra Kusch-Lück und Roland Neudert, Grit Boettcher, Kastelruther Spatzen, Vincent & Fernando, Harlem Globetrotters, Zellberg Buam, Gaby Albrecht, Kristina Bach, Nino de Angelo, Ricardo Marinello                                                                                          |
| 04.   | 29. November 2008 | Das Adventsfest der Volksmusik      | Suhl           | Michael Wendler, Andy Borg, Stefanie Hertel, Stefan Mross, Eberhard Hertel, Vader Abraham, Gaby Albrecht, Grit Boettcher, Tom Astor, Claudia & Alexx, Patrick Lindner, De Randfichten, Erol Sander, Eva Lind, Ralf Moeller, Lucia Aliberti, Udo Wenders, Swan Lake, The Very Best of Black Gospel, Roger Whittaker |
| 05.   | 28. November 2009 | Das Adventsfest der Volksmusik      | Suhl           | Barbara Wussow, Die Volksmusikspatzen, Diana Sorbello, Chinesischer Staatszirkus, Kids of Pop, Fernsehballett des MDR, Daliah Lavi, Nicole, Michael Hirte, Albert Fortell, Dieter Thomas Heck, Ella Endlich, Richard Clayderman, Die Cappuccinos, Uta Bresan, Andy Borg, Inka Bause, Akim, Die Edlseer, Olaf Berger |
| 06.   | 27. November 2010 | Das Adventsfest der Volksmusik      | Suhl           | Andrea Berg, Luisa Deutzmann, Die Grubertaler, Hansi Hinterseer, Gitte Hænning, Tom Mandl, Katherine Jenkins, Mädchenchor Trixi, Christian Wolff, Sigrid & Marina, DJ Ötzi, Die Volksmusikspatzen, Semino Rossi, Fernsehballett des MDR, Richard Clayderman, Die Bergkameraden, Howard Carpendale, Ute Freudenberg |
| 07.   | 26. November 2011 | Das Adventsfest der 100.000 Lichter | Suhl           | Andrea Berg, Rolf Zuckowski, Hansi Hinterseer, Patrick Nuo, Frank Schöbel, Stefanie Hertel, Die Amigos, Siegfried Rauch, Höhner, Reiner Calmund, Matthias Reim, das Nürnberger Christkind, Marjan & Lukas |
| 08.   | 1. Dezember 2012  | Das Adventsfest der 100.000 Lichter | Suhl           | Fernsehballett des MDR, Roland Kaiser, Die Volksmusikspatzen, Suhler Singakademie und Lena Valaitis, Senta Berger, Rolf Zuckowski, Adoro mit den Augsburger Domsingknaben, Maite Kelly, Gotthilf Fischer, Alexander Rier und seine Geschwister Marion, Anna und Andreas, David Garrett, Roger Whittaker, Matthias Reim, André Rieu, Prinzessin Märtha Louise |
| 09.   | 30. November 2013 | Das Adventsfest der 100.000 Lichter | Suhl           | Hardy Krüger jr., Die Volksmusikspatzen, Nicki, Inge und Matthias Steiner, Monika Martin, Marianne Sägebrecht, Marianne und Michael, Patrick Nuo, Deutsches Fernsehballett, Sigrid & Marina, Olaf, Naima und die Lübecker Knabenkantorei an St. Marien, Katarina Witt, Andrea Berg, Marinechor der Schwarzmeerflotte und Riverdance, Ella Endlich, Chinesischer Staatszirkus, voXXclub, Nicole, Gayle Tufts, The Piano Guys, Linda Hesse, Ute Freudenberg & Christian Lais, The Overtones |
| 010.  | 29. November 2014 | Das Adventsfest der 100.000 Lichter | Suhl           | Ross Antony, Gloria von Thurn und Taxis, Shadowland, Chris de Burgh, Oonagh, DJ Ötzi, Anita & Alexandra Hofmann, Die kleinen Spatzen, Michelle, Gaby Albrecht, Fantasy, Patrizio Buanne, Viva Voce & Latvian Voices, Otto Waalkes, Christiane Hörbiger, Gerhard Tötschinger, Mireille Mathieu, Ella Endlich, Marquess, Anna-Maria Zimmermann, Soweto Gospel Choir, David Garrett, Katherine Jenkins                                                                                       |
| 011.  | 28. November 2015 | Das Adventsfest der 100.000 Lichter | Suhl           | Stefanie Hertel, Ross Antony, Jörn Schlönvoigt, Uschi Glas, Celtic Woman, Margot Hellwig, Brunner & Stelzer, Ruth Maria Kubitschek, Feuerherz, Viva Voce & Latvian Voices, Rolf Zuckowski, Otto Waalkes, Frank Schöbel, Ella Endlich, André Rieu, Vanessa Mai, Shadowland, Peter Kraus, Helene Fischer |
| 012.  | 26. November 2016 | Das Adventsfest der 100.000 Lichter | Suhl           | Sascha Grammel, Semino Rossi, Helene Fischer, Helmut Lotti, Rolf Zuckowski, Mario Adorf, André Rieu, Andreas Gabalier, The Golden Voices of Gospel, Sarah Jane Scott, Feuerherz, Ross Antony, Ella Endlich, Anna-Maria Zimmermann, Achim Petry, Francine Jordi, Heino, Maxi Arland, Patricia Kelly und Iggi Kelly, Chris de Burgh, Höhner, Gayle Tufts |
| 013.  | 2. Dezember 2017  | Das Adventsfest der 100.000 Lichter | Suhl           | The Kelly Family, Mireille Mathieu, Andrea Berg, Vincent Gross, Stefanie Hertel, Ross Antony, Fantasy, Brings, Schwiizergoofe, Max Raabe & Palast Orchester, Die kleinen Spatzen, Maxi Arland, Hannelore Elsner, Annemieke Kesselaar, DJ Ötzi, Die Priester, Sarah Wiener, Chor der evangelischen Grundschule Erfurt, Ella Endlich, André Rieu, DDC-Breakdancer, Alina, Ben Zucker, Engelsgleich, The Baseballs, Peter Kraus                                                              |
| 014.  | 1. Dezember 2018  | Das Adventsfest der 100.000 Lichter | Suhl           | André Rieu, Anna-Maria Zimmermann, Ben Zucker, Daniel Caccia, Die Grubertaler, Ehrlich Brothers, Ella Endlich, Eloy de Jong, Feuerherz, Géraldine Olivier, Kerstin Ott, Maite Kelly, Mary Roos, Michelle Hunziker, Mireille Mathieu, Oli.P, Rolando Villazón, The Golden Voices of Gospel, The Kelly Family, Linda Fäh |
| 015.  | 30. November 2019 | Das Adventsfest der 100.000 Lichter | Suhl           | Anna-Carina Woitschack, Stefan Mross, Die kleinen Spatzen, Ella Endlich, Eloy de Jong, Frank Schöbel, Giovanni Zarrella, Inka Bause, Jana Ina, Julia Lindholm, Kerstin Ott, Linda Fäh, Linda Hesse, Maite Kelly, Matthias Reim, Marina Marx, Marianne Sägebrecht, Mary Roos, Oli.P, Roland Kaiser, Ross Antony, Sarah Jane Scott, Semino Rossi, Sonia Liebing, Sotiria, Stjepan Hauser, The Kelly Family, Ute Freudenberg, Vicky Leandros                                                 |
| 016.  | 28. November 2020 | Das Adventsfest der 100.000 Lichter | Suhl           | Anna-Carina Woitschack, Stefan Mross, Die kleinen Spatzen, Andrea Berg, Andreas Gabalier, Howard Carpendale, Angelo Kelly, Beatrice Egli, Ramon Roselly, Andy Borg, Ute Freudenberg, Ross Antony, Paul Reeves, David Garrett, Marina Marx, Feuerherz, Ella Endlich, Patricia Kelly, Joey Kelly, Miguel, Uschi Glas, Alexa Maria Surholt, Bernhard Bettermann |
| 017.  | 27. November 2021 | Das Adventsfest der 100.000 Lichter | Suhl           | Roland Kaiser, Ella Endlich, Ross Antony, Andrea Berg, Howard Carpendale, Norbert Endlich, Rolf Zuckowski, Ireen Sheer, Thomas Anders, The Kelly Family, No Angels, Kai Pflaume, Till Brönner, Daniela Katzenberger, Andreas Gabalier, Matthias Reim, Bülent Ceylan |
| 018.  | 2. Dezember 2022  | Das Adventsfest der 100.000 Lichter | Suhl           | Roland Kaiser, Ella Endlich, Ross Antony, Maite Kelly, DJ Ötzi, Andy Borg, Vicky Leandros, Ireen Sheer, Thomas Anders, The Kelly Family, Matthias Reim, Semino Rossi, voXXclub, Ehrlich Brothers, Dieter Hallervorden, Melissa Naschenweng |
| 019.  | 2. Dezember 2023  | Das Adventsfest der 100.000 Lichter | Suhl           | Roland Kaiser, Ella Endlich, Ross Antony, Maite Kelly, DJ Ötzi, Andy Borg, Vicky Leandros, Andrea Berg, Mireille Mathieu, Nana Mouskouri, Barbara Schöneberger, Wincent Weiss, Guido Maria Kretschmer, Till Brönner |
| 020.  | 30. November 2024 | Das Adventsfest der 100.000 Lichter | Suhl           | Andrea Berg, Thomas Gottschalk, Rolf Zuckowski, Andy Borg, Thomas Anders, DJ Ötzi, Eloy de Jong, Wincent Weiss, Ross Antony, Semino Rossi, Charlien, voXXclub, Ella Endlich, Inka Bause, Jimmy Kelly, Jay Khan, Il Volo, Christian Jährig, Saskia Leppin, Chris Thompson, Helene Fischer |

## Zuschauerzahlen
| Datum             | Zuschauer | Marktanteil/Quelle |
| ----------------- | --------- | ------------------ |
| 27. November 2004 | 7,68 Mio. | [ 7 ]              |
| 26. November 2005 | 7,62 Mio. | 24,7 %             |
| 1. Dezember 2007  | 7,22 Mio. | 25,0 %             |
| 29. November 2008 | 6,54 Mio. | 22,2 %             |
| 28. November 2009 | 6,41 Mio. | 21,0 %             |
| 27. November 2010 | 6,29 Mio. | 20,1 %             |
| 26. November 2011 | 6,61 Mio. | 22,1 %             |
| 1. Dezember 2012  | 6,01 Mio. | 20,4 %             |
| 30. November 2013 | 5,57 Mio. | 19,7 %             |
| 29. November 2014 | 5,78 Mio. | 19,9 %             |
| 28. November 2015 | 6,26 Mio. | 21,03 %            |
| 26. November 2016 | 6,63 Mio. | 23,6 %             |
| 2. Dezember 2017  | 6,07 Mio. | 21,0 %             |
| 1. Dezember 2018  | 5,95 Mio. | 22,1 %             |
| 30. November 2019 | 5,66 Mio. | 21,0 %             |
| 28. November 2020 | 6,68 Mio. | 22,0 %             |
| 27. November 2021 | 5,99 Mio. | 22,1 %             |
| 2. Dezember 2022  | 5,05 Mio. | 21,1 %             |
| 2. Dezember 2023  | 5,03 Mio. | 21,5 %             |
| 30. November 2024 | 4,49 Mio. | 20,9 %             |

## CD-Veröffentlichung
- 2004: Das Adventsfest der Volksmusik. Folge 3[1]